# 內江鐘樓
內江鐘樓位於四川省內江市市中區，文物遺址年代判定為1945年。2012年7月16日公佈為第八批四川省文物保護單位。
內江鐘樓位於四川省內江市中區人民路79號。建於1945年7月7日，為紀念抗戰勝利，由時內江縣政府募資修建。鐘樓坐北朝南，樓基為正方形邊長5.7m，條石築砌，南北設門，二樓以上為磚木結構，木質樓面，以木梯相連，共七層，通高29.7m，四壁青磚築就，各層四面設窗，層層內收。頂層曾置吊鐘報時鳴號（現改為電子鐘）。青灰筒瓦，四角攢尖屋頂。鐘樓占地面積386平方米。樓內牆體鑲嵌存放有孫中山、蔣中正、張群、馮玉祥等民國要人槌聯石刻、題記11處（幅）。內江鐘樓建築風格獨特，內涵豐富，是研究近代抗戰前後內江政治、經濟、文化風貌的珍貴實證資料，具有較高的建築藝術和歷史研究價值，已成為內江城區中心地標性建築。是一座濃縮民國風物，反映抗戰史跡的“袖珍博物館”。2004年，內江鐘樓被內江市市中區人民政府公佈為區（縣〉級文物保護單位。